# Osborne 1

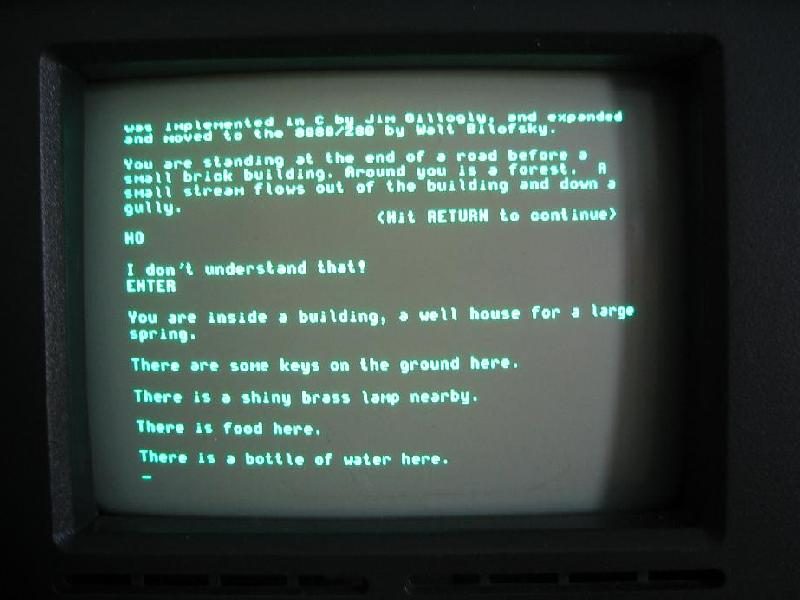
L'écran vert sur fond noir de l'Osborne 1.

L'Osborne 1 est un des premiers ordinateurs portables commercialisé, sorti le 3 avril 1981 et conçu par Adam Osborne et Lee Felsenstein (en) de la firme américaine Osborne Computer Corporation (en).

## Description
L'Osborne 1 pesait 10,7 kg, et utilisait le système d'exploitation CP/M version 2.2. Son processeur est un Z80 à 4 MHz et sa mémoire est de 64 ko. Son principal défaut, relatif,, était son écran de 5 pouces et son (ses) lecteur(s) de disquette simple face simple densité de 83 ko ; il disposait malgré tout, en standard, d'un port série et d'un accès au bus IEEE-488 permettant la connexion parallèle (imprimante). 
Son encombrement avait été spécialement étudié par son concepteur pour aller sous le siège du passager dans l'avion et non dans la soute à bagages, le clavier étanche verrouillant et protégeant toute la connectique, l'écran et les lecteurs (seule la prise secteur demeurait accessible de l'autre côté, le fond de l'appareil se trouvant au-dessus, la machine posée debout fermée).
De plus, en vertu des standards américains, il marchait quelle que soit la tension du secteur entre 120 et 240 volts, en 50 ou 60 Hz, sans changement du câble d'alimentation, car il ne possédait pas (sans ajout d'un accessoire) de batterie interne le rendant réellement indépendant du secteur.
Ce fut un succès commercial avec plus de 10 000 exemplaires vendus 1 795 $ (soit 4 773 $ de 2016) pour chacun des premiers mois de sa commercialisation, un million de dollars américains  ayant été engrangés pour le premier trimestre par la firme au 1er septembre 1981 et, en douze mois, 120 000 unités  pour 73 millions de $ de chiffre d'affaires.
Sa grande force était le pack de logiciels (bundle) fourni avec la machine (soit la moitié du prix d'un ordinateur d'autres constructeurs aux fonctions similaires) :
- le traitement de texte WordStar ;
- le tableur SuperCalc (en) ;
- la gestion de base de données dBase-II ;
- … (d'autres suivant les pays) ;
- un ensemble de langages de programmation comprenant M-Basic (en), S-Basic, C-Basic.

Il a inspiré de nombreux modèles de portables parmi ses concurrents.
Son principal concurrent dans les années 1980 fut le Kaypro qui était équipé de lecteur de disquettes de 390 ko, d'un écran de 9 " et, certains modèles, d'un disque dur.
L'annonce prématurée de deux nouveaux modèles plus évolués a ralenti, voire stoppé, les achats du modèle 1 encore disponible et a abouti à la banqueroute de l'entreprise, attitude décrite comme « Effet Osborne ».

## Sources
- (en) Cet article est partiellement ou en totalité issu de l’article de Wikipédia en anglais intitulé « Osborne 1 » (voir la liste des auteurs).